# 创思
创思包括两重意义。
1. 一个是创思工作室（英文名：ChanceStudio），是中国互联网早期华南地区的非营利IT工作室，曾经有免费电子杂志《创思电子杂志》和《燃情岁月电子杂志》。
2. 一个是指成立于2002年的创思科技公司，提供软件和企业邮箱服务。